# Hatful of Hollow
Hatful of Hollow — альбом-сборник британской рок-группы The Smiths, включающий их студийные записи на BBC, а также несколько синглов вместе с би-сайдами, был выпущен 12 ноября 1984 года — через несколько месяцев, после выхода дебютного альбома группы, The Smiths. 9 ноября 1993 года альбом был переиздан американский лейблом Sire Records. В 2000 году журнал Q поставил Hatful of Hollow на 44-е место в списке ста величайших британских альбомов.

## Об альбоме
На сборник вошли следующие записи:
- «Handsome Devil», «Reel Around the Fountain», «Miserable Lie», «What Difference Does It Make?» — с сессии у Джона Пила 31 мая 1983 г. (все эти песни были позже изданы как EP)
- «These Things Take Time», «You’ve Got Everything Now», «Wonderful Woman» — с сессии у Дэвида Йенсена[англ.] 4 июля 1983
- «Accept Yourself», «I Don’t Owe You Anything», «Pretty Girls Make Graves», «Reel Around The Fountain» — с сессии у Дэвида Йенсена в сентябре 1983
- «This Charming Man», «Back to the Old House», «This Night Has Opened My Eyes», «Still Ill» — с сессии у Джона Пила 21 сентября 1983
- дебютный сингл группы — «Hand in Glove», а также два следующих сингла — «Heaven Knows I’m Miserable Now», и «William, It Was Really Nothing» вместе с их би-сайдами «Girl Afraid», «How Soon Is Now?» и «Please, Please, Please Let Me Get What I Want»

## Список композиций
Все песни написаны Джонни Марром и Моррисси.

### LP

#### Сторона А
1. «William, It Was Really Nothing» — 2:09
2. «What Difference Does It Make?» — 3:11
3. «These Things Take Time» — 2:32
4. «This Charming Man» — 2:42
5. «How Soon Is Now?» — 6:44
6. «Handsome Devil» — 2:47
7. «Hand in Glove» (single version) — 3:13
8. «Still Ill» — 3:32

#### Сторона B
1. «Heaven Knows I’m Miserable Now» — 3:33
2. «This Night Has Opened My Eyes» — 3:39
3. «You’ve Got Everything Now» — 4:18
4. «Accept Yourself» — 4:01
5. «Girl Afraid» — 2:48
6. «Back to the Old House» — 3:02
7. «Reel Around the Fountain» (Peel, May) — 5:51
8. «Please, Please, Please Let Me Get What I Want» — 1:50

### CD
На CD вошли те же треки, но в несколько ином порядке.

## Позиции в хит-парадах и коммерческие показатели
| Год       | Хит-парад                        | Высшая позиция | Пребывание |
| --------- | -------------------------------- | -------------- | ---------- |
| 1984—1985 | Великобритания (UK Albums Chart) | 7              | 37 недель  |
| 1984—1985 | Канада (RPM Albums Chart)        | 91             | 8 недель   |
| 1984—1985 | Новая Зеландия (RMNZ)            | 21             | 7 недель   |
| 1984—1985 | Швеция (Sverigetopplistan)       | 28             | 1 неделя   |
|           |                                  |                |            |
| 1986      | Великобритания (UK Albums Chart) | 75             | 6 недель   |
|           |                                  |                |            |
| 1987      | Великобритания (UK Albums Chart) | 87             | 3 недели   |

| Хит-парад (1984)             | Позиция |
| ---------------------------- | ------- |
| Великобритания (Gallup Poll) | 78      |

| Регион                                                      | Сертификация | Продажи  |
| ----------------------------------------------------------- | ------------ | -------- |
| Великобритания (BPI)                                        | Платиновый   | 300 000^ |
| США                                                         | —            | 133 809  |
| ^ Данные о тиражах приведены только на основе сертификации. |              |          |